# Micrathena banksi
Micrathena banksi là một loài nhện trong họ Araneidae.
Loài này thuộc chi Micrathena. Micrathena banksi được Herbert Walter Levi miêu tả năm 1985.